# Nicholas Windsor
Lord Nicholas Windsor, né le 25 juillet 1970 à Londres, est un membre de la famille royale britannique. Il est le fils du duc et de la duchesse de Kent. Son père est un petit-fils du roi George V et un cousin germain de la reine Élisabeth II. Converti au catholicisme en 2001, il est déchu de ses droits dynastiques au trône d'Angleterre, mais occupe toujours la troisième place dans l'ordre de succession au duché de Kent.

## Biographie

### Formation
Nicholas Windsor est le premier membre de la famille royale britannique à être né dans un hôpital, l'University College Hospital de Londres. Il a un frère aîné, George Windsor, comte de St. Andrews, et une sœur, Lady Helen Taylor. Il est baptisé dans la religion anglicane le 11 septembre 1970 au Château de Windsor. Ses parrains sont le prince Charles et Donald Coggan, archevêque de York. 
Il suit ses études à la Westminster School, puis à la Harrow School et, enfin, au Harris Manchester College d'Oxford, où il étudie la théologie.

### Religion
Lors d'une cérémonie privée en 2001, il est reçu au sein de l'Église catholique. Il est donc exclu de la succession au trône britannique, dont il occupait la 37e place avant sa conversion. Il est le premier homme issu de la famille royale britannique à devenir catholique depuis Jacques II.
Le 14 juillet 2011, il devient vice-président honoraire des Amis de l'ordinariat personnel de Notre-Dame de Walsingham.

### Famille
Le 4 novembre 2006, il épouse la princesse Paola Doimi de Lupis Frankopan Subic Zrinski en l'église Saint-Étienne-des-Abyssiniens, au Vatican, après une cérémonie civile célébrée le 19 octobre à Londres. C'est alors la première fois depuis la reine Marie Tudor qu'un membre de la famille royale se marie dans la religion catholique. C'est aussi la première fois de l'histoire qu'un membre de la famille royale se marie au Vatican.
Le couple a trois enfants :
- Albert Windsor, né le 22 septembre 2007 ;
- Leopold Windsor, né le 8 septembre 2009 ;
- Louis Windsor, né le 27 mai 2014.

Lord Nicholas et ses fils sont troisième, quatrième, cinquième et sixième dans l'ordre de succession au duché de Kent.

## Prises de position
Lord Nicholas Windsor est engagé au sein de diverses associations caritatives. Il est notamment actif auprès des sans-abri, des réfugiés, des enfants autistes et travaille pour l'accès des jeunes à la culture.
Militant pro-vie, il est notamment membre de l'Académie pontificale pour la vie et de l'association  The Right to Life Charitable Trust.
Il est également le protecteur de la Société du Roi Charles le Martyr (en).